# 窄叶枇杷
窄叶枇杷（学名：[Eriobotrya henryi] 错误：{{Lang}}：文本有斜体标记（帮助））为蔷薇科枇杷属的植物。分布于缅甸以及中国大陆的云南、贵州等地，生长于海拔1,800米至2,000米的地区，多生于山坡稀疏灌木丛中，目前尚未由人工引种栽培。